# アフリカ系トルコ人

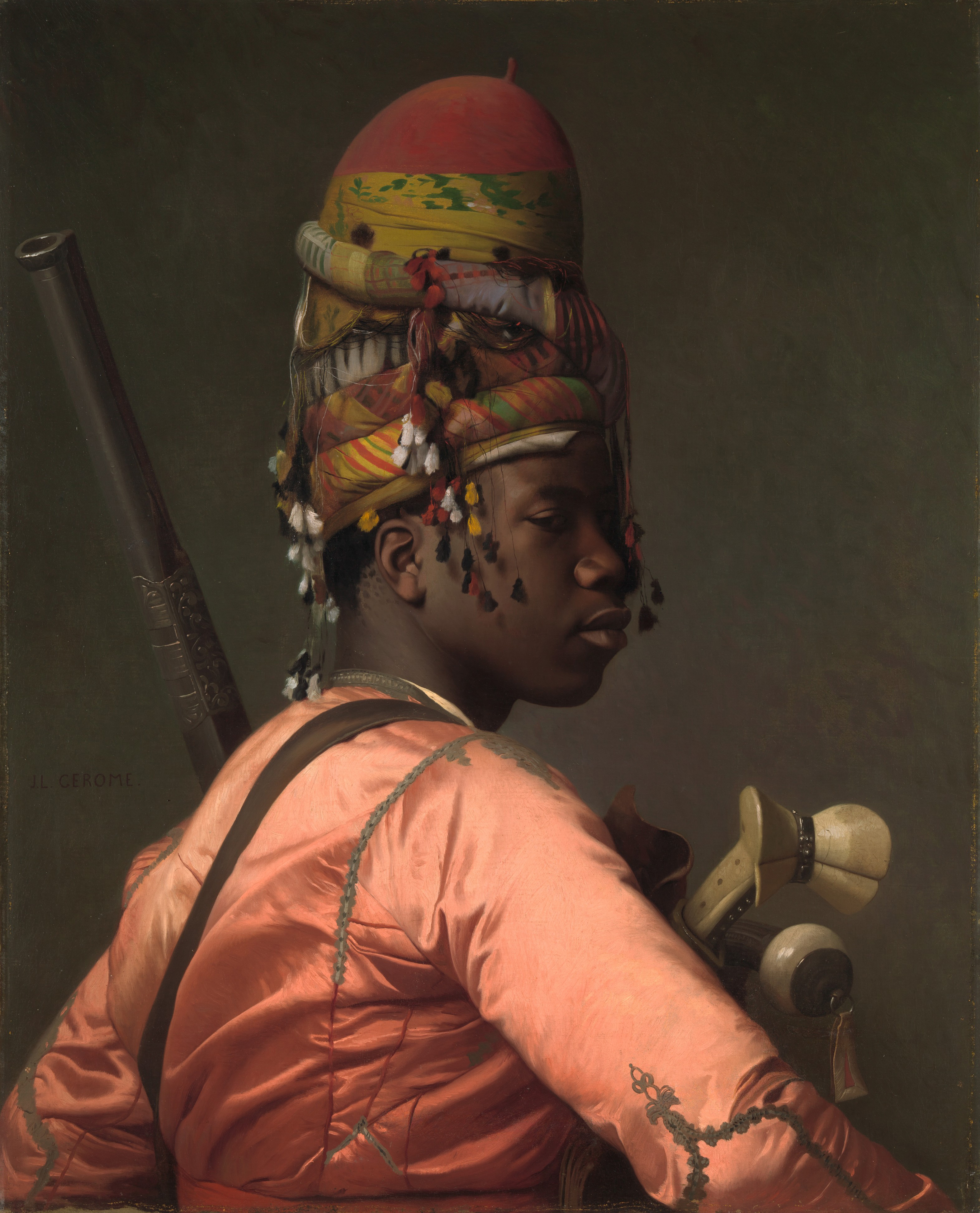
ジャン＝レオン・ジェローム画『黒人のバシボズク』1869年

アフリカ系トルコ人は、トルコにおけるバントゥ系の黒人奴隷（ザンジュ）の子孫である。アフリカ系アブハジア人と同様に、彼らの起源はオスマン帝国における奴隷貿易に由来する。

## 歴史

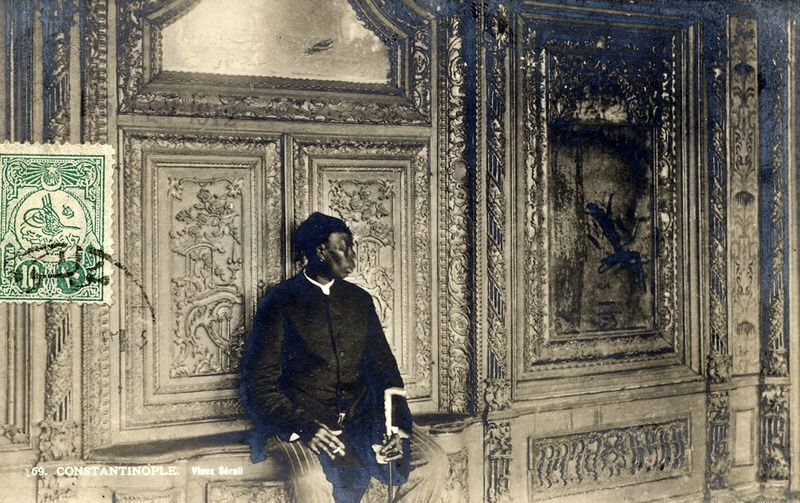
帝室ハーレムの黒人宦官の長。1912年。

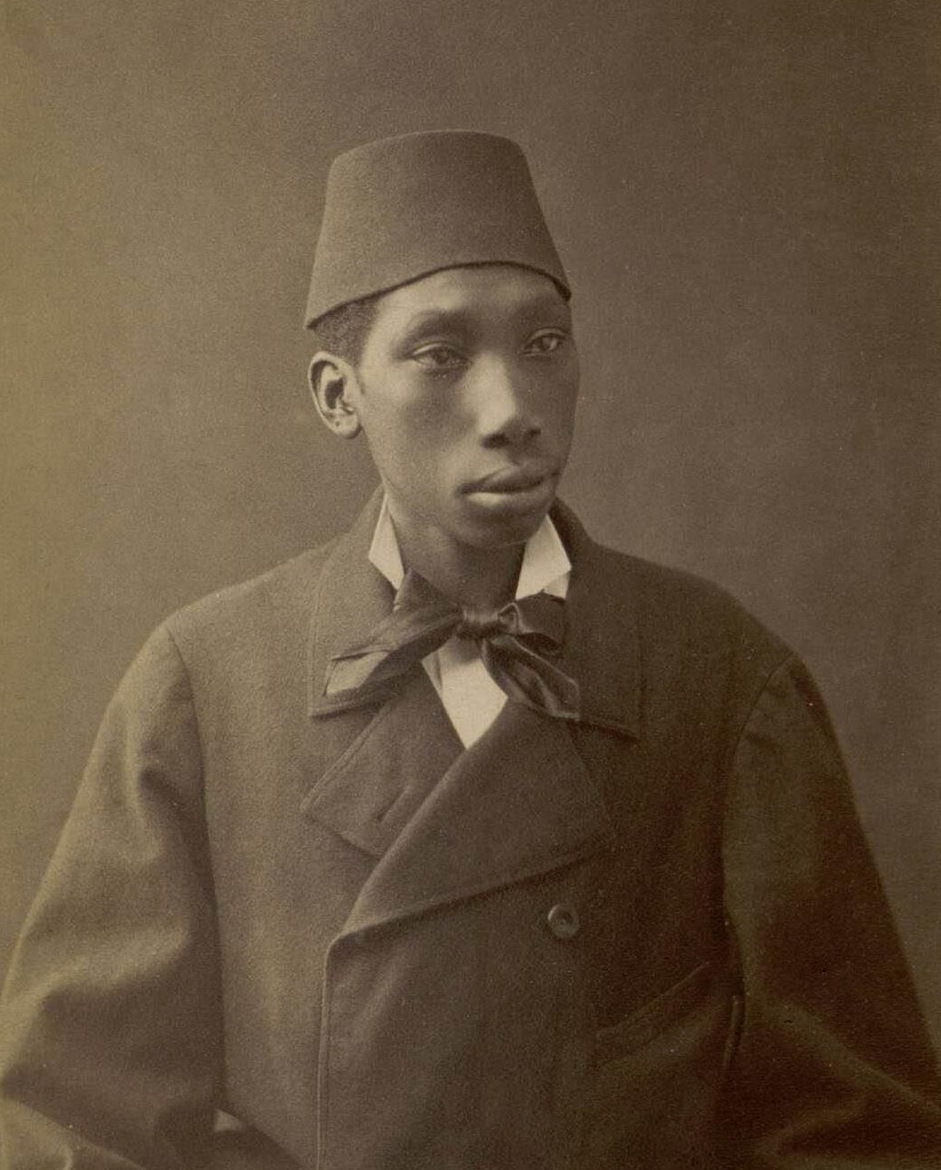
オスマン帝国の写真家パスカル・セバが1870年代に撮影した黒人宦官。

大勢のアフリカ人が奴隷貿易を介してオスマン帝国に移入した歴史は何世紀も前にさかのぼる。通常、彼らはザンジバルを経由し「ザンジュ」としてオスマン帝国領内に入ったが、中にはニジェール、サウジアラビア、リビア、ケニア、スーダンから来た者たちもいた。アフリカ人たちはダラマン谷、メンデレス谷、ゲディズ谷沿いの集落やマナヴガト、チュクロヴァ（Dalaman, Menderes and Gediz valleys, Manavgat, and Çukurova）に住んだ。19世紀のイズミルには、サブルタシュ、ドラプクユ、タマサルク、イキチェシュメリク、バッルクル（Sabırtaşı, Dolapkuyu, Tamaşalık, İkiçeşmelik, and Ballıkuyu）といったアフリカ人街があったことが同時代史料に言及されている。
1923年にギリシアとトルコの間で行われた住民交換に伴い、クレタ島からトルコ領内に移住したアフリカ系トルコ人もいる。彼らはエーゲ海沿岸部に移住し、その多くはイズミル周辺に住んだ。アイヴァルク（Ayvalık）のアフリカ系トルコ人は、先祖がギリシア語を話し、クレタ島に住んでいたが、トルコ領内に移住してからはトルコ語を習ったと明言する。イズミルに住むアフリカ系トルコ人たちの間では、1960年代まで伝統的な春祭り「ダナ・バイラム」(Dana Bayramı)が行われていた。ダナ・バイラムは直訳すると「子牛の祭」("Calf Festival") を意味する。近年、アフリカ系トルコ人の若い世代の間で、この祭が復活した
モンテネグロのウルツィニにも、オスマン帝国時代のザンジュに起源を持つ黒人コミュニティがある。同地で行われていた奴隷貿易と私掠船の活動により、1878年には100人の黒人がウルツィニに住んでいたと言われている。
オスマン帝国軍にも、かなり多くのアフリカ系黒人兵卒がいた。墺土戦争 (1716年-1718年) 期間中にバルカン半島に派兵された軍の中には、24,000人のアフリカ出身の兵士がいた。

## ザンジュの子孫たちの現在
少なからぬアフリカ系トルコ人人口が存在する地域がエーゲ海地方、特に、イズミル県、アイドゥン県、ムーラ県にある。アンタルヤ県とアダナ県の村や町にもアフリカ系黒人を先祖に持つ人々がいる。これらのアフリカ系移住民の中には移住先に残ったり、通婚により他のエスニックグループに同化していったりするグループもあるが、多くの者が、より大きな都会へと二次移住した。また、このことはアフリカ系トルコ人の正確な人口の推定を難しくしている要因でもある。